# Boomstamrevolutie
De Boomstamrevolutie (Kroatisch: Balvan revolucija) was een gebeurtenis die begon op 17 augustus 1990 in de gebieden van Socialistische Republiek Kroatië die voornamelijk werden bewoond door etnische Serviërs.
De eerste democratische verkiezingen van Kroatië op 7 mei 1990, die nog steeds binnen de federale republiek van Joegoslavië werden gehouden, eindigden in een overwinning voor de pro-onafhankelijkheidspartij van Franjo Tuđman. Tuđmans politieke partij, de Kroatische Democratische Unie had al in zijn manifest de intentie uitgesproken de niet-Kroatische delen als minderheden te erkennen en niet als afzonderlijke landsdelen. Als gevolg hiervan werd met het wegvallen van de Joegoslavische federatie de sociale status van de Kroatische Serviërs van de ene op de andere dag gedegradeerd tot minderheid in de republiek Kroatië.
In delen waar Serviërs de meerderheid uitmaakten, begonnen ze met protesten waarmee ze lieten zien de autoriteit van de nieuwe Kroatische regering niet te erkennen. Onder leiding van Milan Babić en Milan Martić riepen de lokale Serviërs de kortstondige Servische Autonome Oblast van Kninska Krajina uit in augustus 1990 en blokkeerden ze de wegen die Dalmatië met de rest van Kroatië verbonden. De blokkade was voornamelijk gemaakt van boomstammen die waren weggehakt in nabijgelegen bossen, waardoor de gebeurtenis de boomstamrevolutie werd genoemd. Een geheel jaar van spanningen hielden aan, totdat de gebeurtenissen uitmondden in de Kroatische Onafhankelijkheidsoorlog. De oblast verenigde zich niet lang erna met anderen en ze vormden samen de Republiek van Servisch Krajina.